# Putzlehen
Putzlehen ist ein Ortsteil der oberbayerischen Gemeinde Eurasburg im Landkreis Bad Tölz-Wolfratshausen. Die Einöde liegt circa einen Kilometer südlich von Beuerberg.